# Pubblicazioni di Lucky Luke
Elenco delle pubblicazioni aventi come protagonista il personaggio di Lucky Luke e suoi comprimari.
Integrale in Italia
In Italia, ad oggi l'opera integrale più completa che raccoglie tutte le pubblicazioni dal 1947 al 2012 è Lucky Luke edita da La Gazzetta dello Sport composta da 44 albi brossurati ed uscita in edicola con cadenza settimanale tra il 2013 e il 2014; ogni albo contiene una pagina di redazionale e due storie. Inoltre, in alcuni numeri al fianco delle avventure di Lucky Luke, vengono ospitate quelle del personaggio di Rantanplan e di Kid Lucky. Tra il 2015 e il 2017 è stata pubblicata una nuova edizione sempre edita da La Gazzetta dello Sport ma con la collaborazione del Corriere della Sera denominata Gold Edition, composta da 76 albi (includendo anche l'ultimo del 2014), questa volta cartonati; ogni albo corrisponde ad ogni pubblicazione francese (76 storie e 76 albi) con l'aggiunta di 10 pagine circa di redazionale. Quest'ultima versione non pubblica Rantanplan e Kid Lucky. 

## Les aventures de Lucky Luke(Dupuis/Dargaud/Lucky Productions/Lucky Comics)
La serie Le avventure di Lucky Luke (in italiano) si compone di 70 albi.
| Numero tomo | Titolo originale            | Episodi originali                                                                        | Pubblicazione a puntate Francia                                                                                | Edizione in albo francese / Sceneggiatura | Episodi in italiano                                                                                         | Pubblicazioni italiane |
| ----------- | --------------------------- | ---------------------------------------------------------------------------------------- | --- | ----------------------------------------- | --- | --- |
| 1           | La Mine d'or de Dick Digger | - A. La mine d'or de Dick Digger - B. Lucky Luke contre Mad Jim o Le sosie de Lucky Luke | - A. Spirou n. 478-502, 1947, Dupuis - B. Spirou n. 505-527, 1947, Dupuis                                      | 1949, Dupuis (Morris)                     | - A. La miniera d'oro di Dick Digger - B. Lucky Luke contro Mad Jim                                         | - Lucky Luke n. 11 brossurato, 2013, Gazzetta dello Sport - Lucky Luke n. 62 cartonato, 2016, Gazzetta dello Sport |
| 2           | Rodéo                       | - A. Rodéo - B. Lucky Luke à Desperado City - C. La ruée vers l'or de Buffalo Creek      | - A. Spirou n. 528-545, 1948, Dupuis - B. Spirou n. 546-566, 1948, Dupuis - C. Spirou n. 567-584, 1949, Dupuis | 1950, Dupuis (Morris)                     | - A. Rodéo - B. Lucky Luke a Desperado City - C. La corsa all'oro di Buffalo Creek                          | - A.-B.-C. (parte I) Lucky Luke n. 12 brossurato, 2013, Gazzetta dello Sport - C. (parte II) Lucky Luke n. 13 brossurato, 2013, Gazzetta dello Sport - A.-B.-C. Lucky Luke n. 63 cartonato, 2016, Gazzetta dello Sport                                            |
| 3           | Arizona                     | - A. Arizona - B. Lucky Luke contre Cigarette Caesar                                     | - A. Spirou Almanach n. 47, 1946, Dupuis - B. Spirou n. 585-601, 1949, Dupuis                                  | 1951, Dupuis (Morris)                     | - A. Arizona - B. Lucky Luke contro Cigarette Caesar                                                        | - Lucky Luke n. 13 brossurato, 2013, Gazzetta dello Sport - Lucky Luke n. 64 cartonato, 2016, Gazzetta dello Sport |
| 4           | Sous le ciel de l'Ouest     | - A. Le retour de Joe la Gachette - B. Jours de round-up - C. Le grand combat            | - A. Spirou n. 602-618, 1949, Dupuis - B. Spirou n. 619-629, 1950, Dupuis - C. Spirou n. 630-646, 1950, Dupuis | 1952, Dupuis (Morris)                     | - A. Il ritorno di Joe il Grilletto - B. Giorni di Round-up - C. Il grande incontro                         | - Lucky Luke n. 13 brossurato, 2013, Gazzetta dello Sport - Lucky Luke n. 51 cartonato, 2016, Gazzetta dello Sport |
| 5           | Lucky Luke contre Pat Poker | - A. Nettoyage à Red City - B. Tumulte à Tumbleweed                                      | - A. Spirou n. 685-697, 1951, Dupuis - B. Spirou n. 735-754, 1952, Dupuis                                      | 1953, Dupuis (Morris)                     | - A. Pulizia a Red City O Piazza pulita a Red City - B. Tumulto a Tumbleweed                                | - A. Eureka n. 17, 1969, Editoriale Corno - B. Eureka n. 9, 1968, Editoriale Corno - A.-B. Lucky Luke n. 15 brossurato, 2013, Gazzetta dello Sport - A.-B. Lucky Luke n. 52 cartonato, 2016, Gazzetta dello Sport                                                 |
| 6           | Hors-la-loi                 | - A. Hors-la-loi - B. Le retour des freres Dalton                                        | - A. Spirou n. 701-731, 1951, Dupuis - B. Spirou n. 755-764, 1952, Dupuis                                      | 1954, Dupis (Morris)                      | - A. Fuorilegge o Lucky Luke contro i 4 Dalton - B. Il ritorno dei fratelli Dalton                          | - A. Collana Dardo n. 4-5, 1963, Dardo Editore - A. TV Junior n. 23-29, 1979, Rai Eri - B. Collana Dardo n. 6, 1963, Dardo Editore - A.-B. Lucky Luke n. 16 brossurato, 2013, Gazzetta dello Sport - A.-B. Lucky Luke n. 46 cartonato, 2016, Gazzetta dello Sport |
| 7           | L'Élixir du Docteur Doxey   | - A. Lucky Luke et le docteur Doxey - B. Chasse à l'homme                                | - A. Spirou n. 765-786, 1952, Dupuis - B. Spirou n. 787-808, 1953, Dupuis                                      | 1955, Dupuis (Morris)                     | - A. Lucky Luke e il dottor Doxey o L'elisir del Dottor Doxey - B. Caccia all'uomo                          | - Lucky Luke n. 17 brossurato, 2013, Gazzetta dello Sport - Lucky Luke n. 47 cartonato, 2016, Gazzetta dello Sport |
| 8           | Phil Defer                  | - A. Lucky Luke et Phil Defer "Le faucheux" - B. Lucky Luke et Pilule                    | - A. Moustique n. 1464-1494, 1954, L'Avenir Hebdo - B. Moustique n. 1508-1516, 1954, L'Avenir Hebdo            | 1956, Dupuis (Morris)                     | - A. Lucky Luke e Phil Defer "Il Falciatore" - B. Lucky Luke e "Pillola" o Lucky Luke e lo sceriffo Pillola | - B. Supplemento Corriere dei piccoli n. 6-7, 1971, Rizzoli - A.-B. Lucky Luke n. 18 brossurato, 2013, Gazzetta dello Sport - A.-B. Lucky Luke n. 50 cartonato, 2016, Gazzetta dello Sport                                                                        |

| Numero tomo | Titolo originale                                                    | Titolo italiano                                       | Pubblicazione a puntate Francia     | Edizione in albo francese/Sceneggiatura | Pubblicazioni italiane |
| ----------- | ------------------------------------------------------------------- | ----------------------------------------------------- | ----------------------------------- | --------------------------------------- | --- |
| 9           | Des Rails sur la prairie                                            | Rotaie sulla prateria                                 | - Spirou n. 906-929, 1955, Dupuis   | 1957, Dupuis (René Goscinny)            | - ComixBus n. 3, 1993 - Lucky Luke n. 19 brossurato, 2013, Gazzetta dello Sport - Lucky Luke n. 40 cartonato, 2016, Gazzetta dello Sport |
| 10          | Alerte aux Pieds-Bleus                                              | Attenti ai Piediblu                                   | - Spirou n. 938-957, 1956, Dupuis   | 1958, Dupuis (Morris)                   | - Corriere dei ragazzi n. 35-8, 1972-1973, Corriere della Sera - Il Giornalino n. 45-1, 1980-1981, San Paolo - Lucky Luke n. 20 brossurato, 2013, Gazzetta dello Sport - Lucky Luke n. 48 cartonato, 2016, Gazzetta dello Sport                                                                                                |
| 11          | Lucky Luke contre Joss Jamon o Lucky Luke et la bande de Joss Jamon | Lucky Luke contro Joss Jamon o La banda di Joss Jamon | - Spirou n. 966-989, 1956, Dupuis   | 1958, Dupuis (René Goscinny)            | - Supplemento Corriere dei piccoli n. 33-35, 1967, Rizzoli - Star Comix n. 7-9, 1992 - ComixBus n. 9, 1994 - I maestri del fumetto n. 15, 2009, Mondadori - Lucky Luke n. 21 brossurato, 2013, Gazzetta dello Sport - Lucky Luke n. 32 cartonato, 2016, Gazzetta dello Sport                                                   |
| 12          | Les cousins Dalton                                                  | I cugini Dalton                                       | - Spirou n. 992-1013, 1957, Dupuis  | 1958, Dupuis (René Goscinny)            | - Collana Dardo n. 12-21, 1964, Dardo Editore - Corriere dei ragazzi n. 52-4, 1973-1974, Corriere della Sera - Star Comix n. 2-4, 1992 - ComixBus n. 17, 1995 - I maestri del fumetto n. 15, 2009, Mondadori - Lucky Luke n. 2 brossurato, 2013, Gazzetta dello Sport - Lucky Luke n. 34 cartonato, 2016, Gazzetta dello Sport |
| 13          | Le Juge                                                             | Il giudice                                            | - Spirou n. 1021-1042, 1957, Dupuis | 1959, Dupuis (René Goscinny)            | - Corriere dei piccoli n. 43-3, 1967-1968, Rizzoli - Il mago n. 16-21, 1973, Mondadori - I classici n. 31, 1990, Alessandro Editore - I maestri del fumetto n. 15, 2009, Mondadori - Lucky Luke n. 1 brossurato, 2013, Gazzetta dello Sport - Lucky Luke n. 35 cartonato, 2016, Gazzetta dello Sport                           |
| 14          | Ruée sur l'Oklahoma                                                 | Corsa per l'Oklahoma                                  | - Spirou n. 1046-1070, 1958, Dupuis | 1960, Dupuis (René Goscinny)            | - Collanda Dardo n. 7-11, 1963 - Corriere dei piccoli n. 22-30, 1968, Rizzoli - ComixBus n. 6, 1994 - I maestri del fumetto n. 15, 2009, Mondadori - Lucky Luke n. 1 brossurato, 2013, Gazzetta dello Sport - Lucky Luke n. 37 cartonato, 2016, Gazzetta dello Sport                                                           |
| 15          | L'Évasion des Dalton                                                | L'evasione dei Dalton                                 | - Spirou n. 1076-1102, 1958, Dupuis | 1960, Dupuis (René Goscinny)            | - Supplemento Corriere dei piccoli n. 6, 1970, Rizzoli - ComixBus n. 13, 1994 - Lucky Luke n. 2 brossurato, 2013, Gazzetta dello Sport - Lucky Luke n. 38 cartonato, 2016, Gazzetta dello Sport - Lucky Luke, 2020, Nona Arte                                                                                                  |
| 16          | En remontant le Mississippi                                         | Risalendo il Mississippi                              | - Spirou n. 1111-1132, 1959, Dupuis | 1961, Dupuis (René Goscinny)            | - Collana Dardo n. 1-3, 1963, Dardo Editore - Eureka Magnum n. 4, 1969, Editoriale Corno - ComixBus n. 14, 1994 - Lucky Luke n. 3 brossurato, 2013, Gazzetta dello Sport - Lucky Luke n. 30 cartonato, 2016, Gazzetta dello Sport - Lucky Luke, 2020, Nona Arte                                                                |
| 17          | Sur la piste des Dalton                                             | All'inseguimento dei Dalton                           | - Spirou n. 1138-1159, 1960, Dupuis | 1962, Dupuis (René Goscinny)            | - Supplemento Corriere dei piccoli n. 30-32, 1967, Rizzoli - Classici n. 25, 1990, Alessandro Editore - Lucky Luke n. 3 brossurato, 2013, Gazzetta dello Sport - Lucky Luke n. 31 cartonato, 2016, Gazzetta dello Sport |
| 18          | À l'ombre des derricks                                              | All'ombra dei pozzi                                   | - Spirou n. 1161-1182, 1960, Dupuis | 1962, Dupuis (René Goscinny)            | - Albi Sprint n. 7, 1971, Fratelli Crespi - Classici n. 37, 1991, Alessandro Editore - Lucky Luke n. 4 brossurato, 2013, Gazzetta dello Sport - Lucky Luke n. 13 cartonato, 2015, Gazzetta dello Sport |
| 19          | Les Rivaux de Painful Gulch                                         | La faida di Painful Gulch                             | - Spirou n. 1186-1207, 1961, Dupuis | 1962, Dupuis (René Goscinny)            | - Supplemento Corriere dei Piccoli n. 31-33, 1966, Rizzoli - Albi Sprint n. 5, 1971, Fratelli Crespi - ComixBus n. 11, 1994 - Lucky Luke n. 4 brossurato, 2013, Gazzetta dello Sport - Lucky Luke n. 14 cartonato, 2015, Gazzetta dello Sport                                                                                  |
| 20          | Billy the Kid                                                       | Billy the Kid                                         | - Spirou n. 1210-1231, 1961, Dupuis | 1962, Dupuis (René Goscinny)            | - Supplemento Corriere dei Piccoli n. 26-33, 1965, Rizzoli - Albi Sprint n. 2, 1970, Fratelli Crespi - Classici n. 35, 1990, Alessandro Editore - Lucky Luke n. 5 brossurato, 2013, Gazzetta dello Sport - Lucky Luke n. 5 cartonato, 2015, Gazzetta dello Sport                                                               |
| 21          | Les collines noires                                                 | Le colline nere                                       | - Spirou n. 1232-1253, 1961, Dupuis | 1963, Dupuis (René Goscinny)            | - Supplemento Corriere dei Piccoli n. 34-39, 1965, Rizzoli - Albi Sprint n. 2, 1971, Fratelli Crespi - ComixBus n. 16, 1994 - Lucky Luke n. 5 brossurato, 2013, Gazzetta dello Sport - Lucky Luke n. 6 cartonato, 2015, Gazzetta dello Sport                                                                                   |
| 22          | Les Dalton dans le blizzard                                         | I Dalton nella tormenta                               | - Spirou n. 1256-1277, 1962, Dupuis | 1963, Dupuis (René Goscinny)            | - Supplemento Corriere dei Piccoli n. 35-37, 1966, Rizzoli - Albi Sprint n. 12, 1971, Fratelli Crespi - ComixBus n. 7, 1994 - Lucky Luke n. 6 brossurato, 2013, Gazzetta dello Sport - Lucky Luke n. 19 cartonato, 2015, Gazzetta dello Sport                                                                                  |

| Numero tomo | Titolo originale            | Episodi originali                                                            | Pubblicazione a puntate Francia                                                               | Edizione in albo francese / Sceneggiatura | Episodi in italiano                                                  | Pubblicazioni italiane |
| ----------- | --------------------------- | ---------------------------------------------------------------------------- | --------------------------------------------------------------------------------------------- | ----------------------------------------- | -------------------------------------------------------------------- | --- |
| 23          | Les Dalton courent toujours | - A. Les Dalton courent toujours - B. Les Dalton sur le sentier de la guerre | - A. Parisien libéré, n. 4901-4943, 1960, LVMH - B. Parisien libéré, n. 5093-5215, 1961, LVMH | 1964, Dupuis (René Goscinny)              | - A. I Dalton colpiscono ancora - B. I Dalton sul sentiero di guerra | - Supplemento Corriere dei Piccoli n. 26, 1969, Rizzoli - Il Giornalino n. 35-40 1978, San Paolo - Classici n. 21, 1989, Alessandro Editore - Lucky Luke n. 6 brossurato, 2013, Gazzetta dello Sport - Lucky Luke n. 20 cartonato, 2016, Gazzetta dello Sport |

| Numero tomo | Titolo originale            | Titolo italiano             | Pubblicazione a puntate Francia     | Edizione in albo francese/Sceneggiatura | Pubblicazioni italiane |
| ----------- | --------------------------- | --------------------------- | ----------------------------------- | --------------------------------------- | --- |
| 24          | La caravane                 | La carovana                 | - Spirou n. 1281-1302, 1962, Dupuis | 1964, Dupuis (René Goscinny)            | - Supplemento Corriere dei Piccoli n. 51, 1968, Rizzoli - ComixBus n. 8, 1994 - Lucky Luke n. 7 brossurato, 2013, Gazzetta dello Sport - Lucky Luke n. 24 cartonato, 2016, Gazzetta dello Sport |
| 25          | La ville fantôme            | La città fantasma           | - Spirou n. 1306-1327, 1963, Dupuis | 1965, Dupuis (René Goscinny)            | - Albi Sprint n. 10, 1971, Fratelli Crespi - ComixBus n. 10, 1994 - Integrale 1963-64, 2012, Nona Arte - Lucky Luke n. 7 brossurato, 2013, Gazzetta dello Sport - Lucky Luke n. 25 cartonato, 2016, Gazzetta dello Sport                                                                                     |
| 26          | Les Dalton se rachètent     | I Dalton si ravvedono       | - Spirou n. 1331-1352, 1963, Dupuis | 1965, Dupuis (René Goscinny)            | - Classici n. 27, 1990, Alessandro Editore - Integrale 1963-64, 2012, Nona Arte - Lucky Luke n. 8 brossurato, 2013, Gazzetta dello Sport - Lucky Luke n. 22 cartonato, 2016, Gazzetta dello Sport |
| 27          | Le 20ème de cavalerie       | Il 20º cavalleria           | - Spirou n. 1356-1377, 1964, Dupuis | 1965, Dupuis (René Goscinny)            | - Supplemento Corriere dei piccoli n. 35, 1969, Rizzoli - Classici n. 33, 1990, Alessandro Editore - Integrale 1963-64, 2012, Nona Arte - Lucky Luke n. 8 brossurato, 2013, Gazzetta dello Sport - Lucky Luke n. 23 cartonato, 2016, Gazzetta dello Sport                                                    |
| 28          | L'escorte                   | La scorta                   | - Spirou n. 1380-1401, 1964, Dupuis | 1966, Dupuis (René Goscinny)            | - Supplemento Corriere dei Piccoli n. 27-29, 1966, Rizzoli - Il Giornalino n. 4-10, 1979, San Paolo - Classici n. 29, 1990, Alessandro Editore - Lucky Luke n. 9 brossurato, 2013, Gazzetta dello Sport - Lucky Luke n. 17 cartonato, 2015, Gazzetta dello Sport                                             |
| 29          | Des barbelés sur la prairie | Filo spinato sulla prateria | - Spirou n. 1411-1432, 1965, Dupuis | 1967, Dupuis (René Goscinny)            | - Corriere dei Piccoli n. 28-36, 1970, Rizzoli - Classici n. 20, 1989, Alessandro Editore - Lucky Luke n. 9 brossurato, 2013, Gazzetta dello Sport - Lucky Luke n. 18 cartonato, 2015, Gazzetta dello Sport                                                                                                  |
| 30          | Calamity Jane               | Calamity Jane               | - Spirou n. 1437-1458, 1965, Dupuis | 1967, Dupuis (René Goscinny)            | - Corriere dei Piccoli n. 20-29, 1971, Rizzoli - Classici n. 41, 1991, Alessandro Editore - Lucky Luke n. 10 brossurato, 2013, Gazzetta dello Sport - Lucky Luke n. 7 cartonato, 2015, Gazzetta dello Sport                                                                                                  |
| 31          | Tortillas pour les Dalton   | Tortillas per i Dalton      | - Spirou n. 1466-1487, 1966, Dupuis | 1967, Dupuis (René Goscinny)            | - Corriere dei Piccoli n. 31-39, 1968, Rizzoli - Classici n. 14, 1988, Alessandro Editore - Lucky Luke n. 10 brossurato, 2013, Gazzetta dello Sport - Lucky Luke n. 8 cartonato, 2015, Gazzetta dello Sport                                                                                                  |
| 32          | La Diligence                | La diligenza                | - Spirou n. 1504-1525, 1967, Dupuis | 1968, Dargaud (René Goscinny)           | - Albi Sprint n. 7, 1970, Fratelli Crespi - Mondadori, 1973 - Il Giornalino n. 8-14, 1975, San Paolo - I classici del fumetto di Repubblica n. 27, 2003 - Lucky Luke n. 11 brossurato, 2013, Gazzetta dello Sport - Lucky Luke n. 1 cartonato, 2015, Gazzetta dello Sport                                    |
| 33          | Le Pied-Tendre              | Il piedidolci               | - Spirou n. 1537-1556, 1967, Dupuis | 1968, Dargaud (René Goscinny)           | - Corriere dei ragazzi n. 1-21, 1972, Corriere della Sera - Mondadori, 1973 - Il Giornalino n. 8-15, 1980, San Paolo - Lo Vecchio, 1998 - I classici del fumetto di Repubblica n. 27, 2003 - Lucky Luke n. 12 brossurato, 2013, Gazzetta dello Sport - Lucky Luke n. 2 cartonato, 2016, Gazzetta dello Sport |
| 34          | Dalton City                 | Dalton City                 | - Pilote n. 441-462, 1968           | 1969, Lombard (René Goscinny)           | - Mondadori, 1974 - Il Giornalino n. 22-28, 1975, San Paolo - Lucky Luke n. 13 brossurato, 2013, Gazzetta dello Sport - Lucky Luke n. 11 cartonato, 2015, Gazzetta dello Sport |
| 35          | Jesse James                 | Jesse James                 | - Pilote n. 478-499, 1969           | 1969, Dargaud (René Goscinny)           | - Albi Sprint n. 5, 1970, Fratelli Crespi - Mondadori, 1974 - Il Giornalino n. 44-51, 1979, San Paolo - I classici del fumetto di Repubblica n. 27, 2003 - Lucky Luke n. 14 brossurato, 2013, Gazzetta dello Sport - Lucky Luke n. 12 cartonato, 2015, Gazzetta dello Sport                                  |
| 36          | Western Circus              | Western Circus              | - Pilote n. 520-541, 1969           | 1970, Dargaud (René Goscinny)           | - Corriere dei ragazzi n. 36-42, 1973, Corriere della Sera - Il Giornalino n. 22-28, 1979, San Paolo - Fabbri/Dargaud n. 3 1983 - Lucky Luke n. 15 brossurato, 2013, Gazzetta dello Sport - Lucky Luke n. 9 cartonato, 2015, Gazzetta dello Sport                                                            |
| 37          | Canyon Apache               | Canyon Apache               | - Pilote n. 563-584, 1970           | 1971, Dargaud (René Goscinny)           | - Il Giornalino n. 20-26, 1978, San Paolo - Fabbri/Dargaud n. 1 1982 - Lucky Luke n. 16 brossurato, 2013, Gazzetta dello Sport - Lucky Luke n. 10 cartonato, 2015, Gazzetta dello Sport |
| 38          | Ma Dalton                   | Ma' Dalton                  | - Pilote n. 595-616, 1971           | 1971, Dargaud (René Goscinny)           | - Il Giornalino n. 42-48, 1975, San Paolo - Fabbri/Dargaud n. 2 1982 - La grande avventura dei fumetti n. 9, 1990, De Agostini - I classici del fumetto di Repubblica n. 27, 2003 - Lucky Luke n. 17 brossurato, 2013, Gazzetta dello Sport - Lucky Luke n. 3 cartonato, 2015, Gazzetta dello Sport          |
| 39          | Chasseur de primes          | Cacciatore di taglie        | - Pilote n. 658-679, 1972           | 1972, Dargaud (René Goscinny)           | - Il Giornalino n. 23-29, 1976, San Paolo - Fabbri/Dargaud n. 4 1983 - Lucky Luke n. 18 brossurato, 2013, Gazzetta dello Sport - Lucky Luke n. 4 cartonato, 2015, Gazzetta dello Sport |
| 40          | Le Grand Duc                | Il granduca                 | - Pilote n. 690-707, 1973           | 1973, Dargaud (René Goscinny)           | - Il Giornalino n. 35-41, 1976, San Paolo - Fabbri/Dargaud n. 5 1983 - Lucky Luke n. 19 brossurato, 2013, Gazzetta dello Sport - Lucky Luke n. 15 cartonato, 2015, Gazzetta dello Sport |
| 41          | L'Héritage de Rantanplan    | L'eredità di Rantanplan     | - Pilote n. 717-736 1973            | 1973, Dargaud (René Goscinny)           | - Il Giornalino n. 28-33, 1977, San Paolo - Fabbri/Dargaud n. 6 1983 - Lucky Luke n. 20 brossurato, 2013, Gazzetta dello Sport - Lucky Luke n. 28 cartonato, 2016, Gazzetta dello Sport |

| Numero tomo | Titolo originale      | Episodi originali | Pubblicazione a puntate Francia            | Edizione in albo francese / Sceneggiatura | Episodi in italiano | Pubblicazioni italiane |
| ----------- | --------------------- | --- | ------------------------------------------ | ----------------------------------------- | --- | --- |
| 42          | 7 histoires complètes | - A. Le despérado à la dent de lait - B. L'hospitalité de l'Ouest - C. Maverick - D. L'égal de Wyatt Earp - E. Le colporteur - F. Passage dangereux - G. Sonate en colt majeur | - Lucky Luke journal n. 1-7, 1974, Dargaud | 1974, Dargaud (René Goscinny)             | - A. Il desperado dal dente da latte - B. L'ospitalità del West - C. Maverick - D. L'emulo di Wyatt Earp - E. L'ambulante - F. Passaggio pericoloso - G. Sonata in colt maggiore | - Il Giornalino 1975-76 / 1985-86, San Paolo - ComixBus n. 18, 1995 - Lucky Luke n. 21 brossurato, 2013, Gazzetta dello Sport - Lucky Luke n. 36 cartonato, 2016, Gazzetta dello Sport |

| Numero tomo | Titolo originale       | Titolo italiano          | Pubblicazione a puntate Francia                       | Edizione in albo francese/Sceneggiatura | Pubblicazioni italiane |
| ----------- | ---------------------- | ------------------------ | ----------------------------------------------------- | --------------------------------------- | --- |
| 43          | Le cavalier blanc      | Il cavaliere bianco      | - Lucky Luke journal n. 8-12, 1974, Dargaud           | 1975, Dargaud (René Goscinny)           | - Il Giornalino n. 2-8, 1978, San Paolo - Bonelli/Dargaud n. 7, 1984 - Lucky Luke n. 22 brossurato, 2013, Gazzetta dello Sport - Lucky Luke n. 16 cartonato, 2015, Gazzetta dello Sport                                          |
| 44          | La guérison des Dalton | La guarigione dei Dalton | - Nouvel Observateur n. 554-560, 1975, le Monde libre | 1975, Dargaud (René Goscinny)           | - Il Giornalino n. 8-14, 1976, San Paolo - Bonelli/Dargaud n. 8, 1984 - Lucky Luke n. 23 brossurato, 2013, Gazzetta dello Sport - Lucky Luke n. 29 cartonato, 2016, Gazzetta dello Sport                                         |
| 45          | L'empereur Smith       | L'imperatore Smith       | - Tintin (FR) n. 30-40, 1976, Le Lombard              | 1976, Dargaud (René Goscinny)           | - Il Giornalino n. 17-22, 1977, San Paolo - Bonelli/Dargaud n. 9, 1984 - Lucky Luke n. 23 brossurato, 2013, Gazzetta dello Sport - Lucky Luke n. 26 cartonato, 2016, Gazzetta dello Sport                                        |
| 46          | Le fil qui chante      | Il filo che canta        | - Paris Match n. 1468-1472, 1977                      | 1977, Dargaud (René Goscinny)           | - TV Junior n. 13-22, 1979, Rai Eri - Bonelli/Dargaud n. 10, 1984 - Il Giornalino n. 3-8, 1988, San Paolo - Lucky Luke n. 24 brossurato, 2013, Gazzetta dello Sport - Lucky Luke n. 27 cartonato, 2016, Gazzetta dello Sport     |
| 47          | Le magot des Dalton    | Il bottino dei Dalton    | - VSD n. 120-135, 1979                                | 1980, Dargaud (Vicq)                    | - Bonelli/Dargaud n. 11, 1985 - Il Giornalino n. 22-28, 1987, San Paolo - Lucky Luke n. 25 brossurato, 2014, Gazzetta dello Sport - Lucky Luke n. 65 cartonato, 2016, Gazzetta dello Sport                                       |
| 48          | Le Bandit manchot      | Il bandito monco         | - Tele Junior n. 32-38, 1981                          | 1981, Dargaud (Bob de Groot)            | - Bonelli/Dargaud n. 12, 1985 - Ins. Il Giornalino n. 36-38, 1986, San Paolo - La grande avventura n. 1, 199? - Lucky Luke n. 25 brossurato, 2014, Gazzetta dello Sport - Lucky Luke n. 66 cartonato, 2016, Gazzetta dello Sport |

| Numero tomo | Titolo originale                      | Episodi originali | Pubblicazione a puntate Francia | Edizione in albo francese / Sceneggiatura                                    | Episodi in italiano | Pubblicazioni italiane |
| ----------- | ------------------------------------- | --- | --- | ---------------------------------------------------------------------------- | --- | --- |
| 49          | La corde du pendu et autres histoires | - A. La corde du pendu - B. Les Dalton prennent le train - C. Le Justicier - D. La mine du chameau - E. Règlement de comptes - F. La bonne parole - G. Li-Chi's story | - A. VSD n. 84-87, 1979 - B. Spirou n. 2218, 1980, Dupuis - C. VSD n. 88-91, 1979 - D. Spirou n. 2214, 1980, Dupuis - E. Tele Junior n. 49, 1981 - F. - - G. Tele Junior n. 53, 1981 | 1981, Dargaud (Bob de Groot, Dom Domi, René Goscinny, Martin Lodewijk, Vicq) | - A. La corda dell'impiccato - B. I Dalton prendono il treno - C. Il giustiziere - D. La miniera del cammello - E. Regolamento di conti - F. La buona parola o Il predicatore - G. La storia di Li Chi | - A.-B. Il Giornalino ins. n. 34, 1985, San Paolo - A.-B. La grande avventura n. 2, 199? - A. Star Comix n. 1, 1992 - B.-C. Star Comix n. 5, 1992 - C. Il Giornalino n. 17, 1985, San Paolo - D. Il Giornalino n. 32, 1985, San Paolo - E. Il Giornalino n. 25, 1985, San Paolo - F. Il Giornalino n. 36, 1985, San Paolo - G. Il Giornalino n. 25, 1986, San Paolo - Tutte. Lo Vecchio, 1999 - Tutte. Lucky Luke n. 27 brossurato, 2014, Gazzetta dello Sport - Tutte. Lucky Luke n. 21 cartonato, 2016, Gazzetta dello Sport |

| Numero tomo | Titolo originale         | Titolo italiano            | Pubblicazione a puntate Francia     | Edizione in albo francese/Sceneggiatura      | Pubblicazioni italiane |
| ----------- | ------------------------ | -------------------------- | ----------------------------------- | -------------------------------------------- | --- |
| 50          | Sarah Bernhardt          | Sarah Bernhardt            | -                                   | 1982, Dargaud (Xavier Fauche, Jean Léturgie) | - Classici n. 2, 1987, Alessandro Editore - Lucky Luke n. 26 brossurato, 2014, Gazzetta dello Sport - Lucky Luke n. 41 cartonato, 2016, Gazzetta dello Sport                                                     |
| 51          | Daisy Town               | Daisy Town                 | -                                   | 1983, Dargaud (René Goscinny)                | - Classici n. 4, 1987, Alessandro Editore - Lucky Luke n. 27 brossurato, 2014, Gazzetta dello Sport - Lucky Luke n. 33 cartonato, 2016, Gazzetta dello Sport                                                     |
| 52          | Fingers                  | Fingers                    | - VSD n. 306-311, 1983              | 1983, Dargaud (Lo Hartog van Banda)          | - Classici n. 8, 1988, Alessandro Editore - Lucky Luke n. 28 brossurato, 2014, Gazzetta dello Sport - Lucky Luke n. 49 cartonato, 2016, Gazzetta dello Sport                                                     |
| 53          | Le Daily Star            | Il Daily Star              | - Spirou n. 2424-2427, 1984, Dupuis | 1984, Dargaud (Xavier Fauche, Jean Léturgie) | - Classici n. 6, 1988, Alessandro Editore - Lucky Luke n. 29 brossurato, 2014, Gazzetta dello Sport - Lucky Luke n. 42 cartonato, 2016, Gazzetta dello Sport                                                     |
| 54          | La fiancée de Lucky Luke | La fidanzata di Lucky Luke | - Spirou n. 2479-2482, 1985, Dupuis | novembre 1985, Dargaud (Guy Vidal)           | - Classici n. 10, 1988, Alessandro Editore - I classici del fumetto di Repubblica n. 27, 2003 - Lucky Luke n. 29 brossurato, 2014, Gazzetta dello Sport - Lucky Luke n. 43 cartonato, 2016, Gazzetta dello Sport |

| Numero tomo | Titolo originale                          | Episodi originali                                                                                               | Pubblicazione a puntate Francia | Edizione in albo francese / Sceneggiatura                              | Episodi in italiano | Pubblicazioni italiane |
| ----------- | ----------------------------------------- | --- | --- | ---------------------------------------------------------------------- | --- | --- |
| 55          | La ballade des Dalton et autres histoires | - A. La Ballade des Dalton - B. Un amour de Jolly Jumper - C. Grabuge à Pancake Valley - D. L'École des shérifs | - A. Pif Gadget n. 500-502, 1978, Éditions Vaillant - B. Spirou n. 2117, 1978, Dupuis - C. Risque-Tout n. 5, 1955 - D. Pif Gadget 506, 1978 | marzo 1986, Dargaud (Rene Goscinny, Greg, Morris)                      | - A. La ballata dei Dalton - B. Un amore di Jolly Jumper o Una strana malattia - C. Lucky Luke Scompiglio a Pancake Valley o Rissa a Pancake Valley - D. La scuola degli sceriffi | - A. Il Giornalino n. 48-50, 1990, San Paolo - I classici del fumetto di Repubblica n. 27, 2003 - B. Il Giornalino n. 32, 1990, San Paolo - C. Il Giornalino n. 36, 1990, San Paolo - D. Il Giornalino n. 28, 1990, San Paolo - Tutte. ComixBus n. 15, 1994 - Tutte. Lucky Luke n. 30 brossurato, 2014, Gazzetta dello Sport - Tutte. Lucky Luke n. 39 cartonato, 2016, Gazzetta dello Sport |
| 56          | Le ranch maudit                           | - A. Le ranch maudit - B. La Bonne Aventure - C. La Statue - D. Le flume                                        | - B. Télé Star n. 530-535, 1986 - D. Télé Star n. 524-529, 1986                                                                             | novembre 1986, Dargaud (Xavier Fauche, Claude Guylouis, Jean Léturgie) | - A. Il ranch maledetto o Il ranch stregato - B. La bella avventura o La chiromante - C. La statua - D. Il flume o Il canale                                                      | - A. Il Giornalino n. 4, 1989, San Paolo - B. Il Giornalino n. 10, 1989, San Paolo - C. Il Giornalino n. 17, 1989, San Paolo - D. Il Giornalino n. 26, 1989, San Paolo - Tutte. ComixBus n. 4, 1993 - Lo Vecchio, 2000 - Tutte. Lucky Luke n. 31 brossurato, 2014, Gazzetta dello Sport - Tutte. Lucky Luke n. 45 cartonato, 2016, Gazzetta dello Sport                                      |

| Numero tomo | Titolo originale | Titolo italiano | Pubblicazione a puntate Francia                  | Edizione in albo francese/Sceneggiatura    | Pubblicazioni italiane |
| ----------- | ---------------- | --------------- | ------------------------------------------------ | ------------------------------------------ | --- |
| 57          | Nitroglycérine   | Nitroglicerina  | - Pif Gadget n. 942-946, 1987, Éditions Vaillant | aprile 1987, Dargaud (Lo Hartog van Banda) | - Classici n. 12, 1988, Alessandro Editore - Lucky Luke n. 31 brossurato, 2014, Gazzetta dello Sport - Lucky Luke n. 44 cartonato, 2016, Gazzetta dello Sport |

| Numero tomo | Titolo originale | Episodi originali                                                            | Pubblicazione a puntate Francia | Edizione in albo francese / Sceneggiatura | Episodi in italiano                                                           | Pubblicazioni italiane |
| ----------- | ---------------- | ---------------------------------------------------------------------------- | ------------------------------- | ----------------------------------------- | ----------------------------------------------------------------------------- | --- |
| 58          | L'alibi          | - A. L'alibi - B. Athletic City - C. Olé Daltonitos - D. Un cheval disparaît | -                               | dicembre 1987, Dargaud (Claude Guylouis)  | - A. L'alibi - B. Athletic City - C. Olè Daltonitos - D. Un cavallo scomparso | - A. Il Giornalino n. 46, 1989, San Paolo - B. Il Giornalino n. 33, 1989, San Paolo - C. Il Giornalino n. 37, 1989, San Paolo - D. Il Giornalino n. 14, 1990, San Paolo - Tutte. ComixBus n. 12, 1994 - Tutte. Lucky Luke n. 32 brossurato, 2014, Gazzetta dello Sport - Tutte. Lucky Luke n. 53 cartonato, 2016, Gazzetta dello Sport |

| Numero tomo | Titolo originale          | Titolo italiano         | Pubblicazione a puntate Francia                    | Edizione in albo francese/Sceneggiatura                           | Pubblicazioni italiane |
| ----------- | ------------------------- | ----------------------- | -------------------------------------------------- | ----------------------------------------------------------------- | --- |
| 59          | Le Pony Express           | Pony Express            | - Pif Gadget n. 997-999, 1988, Éditions Vaillant   | giugno 1988, Dargaud (Xavier Fauche, Jean Léturgie)               | - Classici n. 17, 1989, Alessandro Editore - Il Giornalino n. 16-20, 1992, San Paolo - Lucky Luke n. 33 brossurato, 2014, Gazzetta dello Sport - Lucky Luke n. 54 cartonato, 2016, Gazzetta dello Sport |
| 60          | L'amnésie des Dalton      | L'amnesia dei Dalton    | - Pif Gadget n. 1169-1173, 1991, Éditions Vaillant | settembre 1991, Lucky Productions (Xavier Fauche, Jean Léturgie)  | - Il Giornalino n. 33-34, 1993, San Paolo - ComixBus n. 1, 1993 - Lucky Luke n. 33 brossurato, 2014, Gazzetta dello Sport - Lucky Luke n. 55 cartonato, 2016, Gazzetta dello Sport                      |
| 61          | Chasse aux fantômes       | Caccia ai fantasmi      | -                                                  | settembre 1992, Lucky Productions (Lo Hartog van Banda)           | - ComixBus n. 2, 1993 - Il Giornalino n. 23-26, 1994, San Paolo - Lucky Luke n. 34 brossurato, 2014, Gazzetta dello Sport - Lucky Luke n. 56 cartonato, 2016, Gazzetta dello Sport                      |
| 62          | Les Dalton à la noce      | I Dalton vanno a nozze  | -                                                  | settembre 1993, Lucky Productions (Xavier Fauche, Jean Léturgie)  | - ComixBus n. 5, 1993 - Lucky Luke n. 35 brossurato, 2014, Gazzetta dello Sport - Lucky Luke n. 58 cartonato, 2016, Gazzetta dello Sport                                                                |
| 63          | Le pont sur le Mississipi | Il ponte sul Mississipi | -                                                  | settembre 1994, Lucky Productions (Xavier Fauche, Jean Léturgie)  | - Lucky Luke n. 35 brossurato, 2014, Gazzetta dello Sport - Lucky Luke n. 59 cartonato, 2016, Gazzetta dello Sport                                                                                      |
| 64          | Belle Starr               | Belle Starr             | -                                                  | agosto 1995, Lucky Productions (Xavier Fauche)                    | - Lucky Luke n. 36 brossurato, 2014, Gazzetta dello Sport - Lucky Luke n. 68 cartonato, 2016, Gazzetta dello Sport                                                                                      |
| 65          | Le Klondike               | Il Klondike             | -                                                  | agosto 1996, Lucky Productions (Jean Léturgie, Yann le Pennetier) | - Lucky Luke n. 37 brossurato, 2014, Gazzetta dello Sport - Lucky Luke n. 57 cartonato, 2016, Gazzetta dello Sport                                                                                      |
| 66          | OK Corral                 | O.K. Corral             | -                                                  | agosto 1997, Lucky Productions (Éric Adam, Xavier Fauche)         | - ??, 1997, Alessandro Editore - Lucky Luke n. 37 brossurato, 2014, Gazzetta dello Sport - Lucky Luke n. 67 cartonato, 2016, Gazzetta dello Sport                                                       |
| 67          | Marcel Dalton             | Marcel Dalton           | -                                                  | ottobre 1998, Lucky Productions (Bob de Groot)                    | - Lucky Luke n. 38 brossurato, 2014, Gazzetta dello Sport - Lucky Luke n. 69 cartonato, 2016, Gazzetta dello Sport                                                                                      |
| 68          | Le prophète               | Il profeta              | -                                                  | marzo 2000, Lucky Comics (Patrick Nordmann)                       | - Lo Vecchio, 2000 - Lucky Luke n. 39 brossurato, 2014, Gazzetta dello Sport - Lucky Luke n. 60 cartonato, 2016, Gazzetta dello Sport                                                                   |
| 69          | L'artiste peintre         | Il pittore              | -                                                  | marzo 2001, Lucky Comics (Bob de Groot)                           | - Lo Vecchio, 2001 - Lucky Luke n. 39 brossurato, 2014, Gazzetta dello Sport - Lucky Luke n. 70 cartonato, 2016, Gazzetta dello Sport                                                                   |
| 70          | La légende de l'Ouest     | La leggenda del West    | -                                                  | gennaio 2002, Lucky Comics (Patrick Nordmann)                     | - Lo Vecchio, 2002 - Lucky Luke n. 40 brossurato, 2014, Gazzetta dello Sport - Lucky Luke n. 61 cartonato, 2016, Gazzetta dello Sport                                                                   |
| -           | Le cuisinier français     | -                       | -                                                  | febbraio 2003, Lucky Comics (Claude Guylouis)                     | - |

## Les aventures de Lucky Luke d'après Morris(Lucky Comics)
Dopo la morte di Morris, la serie prosegue con la denominazione: Les Aventures de Lucky Luke d'après Morris, Le avventure di Lucky Luke secondo Morris (in italiano). Tutti i disegni sono opera di Achdé.
| Numero tomo | Titolo originale            | Titolo italiano             | Edizione in albo francese/Sceneggiatura                                                                            | Pubblicazioni italiane |
| ----------- | --------------------------- | --------------------------- | --- | --- |
| 1           | La belle province           | Lucky Luke in Québec        | Les aventures de Lucky Luke d'après Morris n. 1, settembre 2004, Lucky Comics (Laurent Gerra)                      | - Lucky Luke n. 41 brossurato, aprile 2014, Gazzetta dello Sport - Lucky Luke n. 71 cartonato, 2016, Gazzetta dello Sport                                                                            |
| 2           | La corde au cou             | La corda al collo           | Les aventures de Lucky Luke d'après Morris n. 2, 26 ottobre 2006, Lucky Comics (Laurent Gerra)                     | - Le avventure di Lucky Luke dopo Morris n. 2, 8 settembre 2011, Nona Arte - Lucky Luke n. 41 brossurato, aprile 2014, Gazzetta dello Sport - Lucky Luke n. 72 cartonato, 2017, Gazzetta dello Sport |
| 3           | L'homme de Washington       | L'uomo di Washington        | Les aventures de Lucky Luke d'après Morris n. 3, 4 dicembre 2008, Lucky Comics (Laurent Gerra)                     | - Lucky Luke n. 42 brossurato, maggio 2014, Gazzetta dello Sport - Lucky Luke n. 73 cartonato, 2017, Gazzetta dello Sport                                                                            |
| 4           | Lucky Luke contre Pinkerton | Lucky Luke contro Pinkerton | Les aventures de Lucky Luke d'après Morris n. 4, 14 ottobre 2010, Lucky Comics (Tonino Benacquista, Daniel Pennac) | - Le avventure di Lucky Luke dopo Morris n. 1, 25 novembre 2010, Nona Arte - Lucky Luke n. 43 brossurato, maggio 2014, Gazzetta dello Sport - Lucky Luke n. 74 cartonato, 2017, Gazzetta dello Sport |
| 5           | Cavalier seul               | Ognun per sé                | Les aventures de Lucky Luke d'après Morris n. 5, 25 ottobre 2012, Lucky Comics (Tonino Benacquista, Daniel Pennac) | - Le avventure di Lucky Luke dopo Morris n. 3, 6 dicembre 2012, Nona Arte - Lucky Luke n. 44 brossurato, maggio 2014, Gazzetta dello Sport - Lucky Luke n. 75 cartonato, 2017, Gazzetta dello Sport  |
| 6           | Les tontons Dalton          | Gli zietti Dalton           | Les aventures de Lucky Luke d'après Morris n. 6, 23 ottobre 2014, Lucky Comics (Laurent Gerra, Jacques Pessis)     | - Le avventure di Lucky Luke dopo Morris n. 4, 4 dicembre 2014, Nona Arte - Lucky Luke n. 76 cartonato, 2017, Gazzetta dello Sport                                                                   |

| Numero tomo | Titolo originale         | Titolo italiano           | Edizione in albo francese/Sceneggiatura                                               | Edizione in albo italiano                                                |
| ----------- | ------------------------ | ------------------------- | ------------------------------------------------------------------------------------- | ------------------------------------------------------------------------ |
| 7           | La terre promise         | La terra promessa         | Les aventures de Lucky Luke d'après Morris n. 7, 4 novembre 2016, Lucky Comics (Jul)  | Le avventure di Lucky Luke dopo Morris n. 5, 7 dicembre 2016, Nona Arte  |
| 8           | Un cow-boy à Paris       | Un cowboy a Parigi        | Les aventures de Lucky Luke d'après Morris n. 8, 1º novembre 2018, Lucky Comics (Jul) | Le avventure di Lucky Luke dopo Morris n. 7, 21 novembre 2019, Nona Arte |
| 9           | Un cow-boy dans le coton | Inferno di cotone         | Les aventures de Lucky Luke d'après Morris n. 9, 23 ottobre 2020, Lucky Comics (Jul)  | Le avventure di Lucky Luke dopo Morris n. 8, 28 ottobre 2020, Nona Arte  |
| 10          | L'arche de Rantanplan    | L'arca di Rantanplan      | Les aventures de Lucky Luke d'après Morris n. 10, 21 ottobre 2022, Lucky Comics (Jul) | Le avventure di Lucky Luke dopo Morris n. 9, 21 ottobre 2022, Nona Arte  |
| 11          | Un cow-boy sous pression | Un cowboy sotto pressione | Les aventures de Lucky Luke d'après Morris n. 11, 2024, Lucky Comics (Jul)            | Le avventure di Lucky Luke dopo Morris n. 10, 6 dicembre 2024, Nona Arte |

## Lucky Luke vu par...(Lucky Comics)
Lucky Luke visto da... (in italiano) è composta attualmente da 5 albi. 
| Numero tomo | Titolo originale                      | Titolo italiano              | Edizione in albo francese/Sceneggiatura           | Edizione in albo italiano                                                |
| ----------- | ------------------------------------- | ---------------------------- | ------------------------------------------------- | ------------------------------------------------------------------------ |
| 1           | L'homme qui tua Lucky Luke            | L'uomo che uccise Lucky Luke | 1º aprile 2016, Lucky Comics (Matthieu Bonhomme)  | 26 maggio 2016, Nona Arte                                                |
| 2           | Jolly Jumper ne répond plus           | Jolly Jumper non parla più   | 27 gennaio 2017, Lucky Comics (Guillaume Bouzard) | Le avventure di Lucky Luke dopo Morris n. 6, 15 novembre 2017, Nona Arte |
| 3           | Lucky Luke sattelt um (in tedesco)    | Lucky Luke monta in sella    | 2 maggio 2019, Lucky Comics (Mawil)               | 8 ottobre 2020, Nona Arte                                                |
| 4           | Wanted Lucky Luke                     | Wanted Lucky Luke            | 9 aprile 2021, Lucky Comics (Matthieu Bonhomme)   | 29 aprile 2021, Nona Arte                                                |
| 5           | Choco-Boys (Zarter Shmelz in tedesco) | Choco-Boys                   | 15 ottobre 2021, Lucky Comics (Ralf König)        | 28 ottobre 2021, Nona Arte                                               |

Edizioni speciali
| Numero tomo | Titolo originale                              | Titolo italiano                                  | Edizione in albo francese    | Edizione in albo italiano | Note |
| ----------- | --------------------------------------------- | ------------------------------------------------ | ---------------------------- | ------------------------- | --- |
| 1b          | L'homme qui tua Lucky Luke - édition spéciale | L'uomo che uccise Lucky Luke - edizione speciale | 26 aprile 2016, Lucky Comics | 30 marzo 2017, Nona Arte  | Copertina gialla, fumetto in bianco e nero + 8 pagine con contenuti extra. Tiratura limitata                |
| 4b          | Wanted Lucky Luke - édition spéciale          | -                                                | 9 aprile 2021, Lucky Comics  | -                         | Copertina diversa, fumetto in bianco e nero + 12 pagine con contenuti extra. Tiratura limitata a 2000 copie |
| 4c          | Wanted Lucky Luke - édition spéciale          | -                                                | 9 aprile 2021, Lucky Comics  | -                         | Copertina diversa in tela. Tiratura limitata                                                                |

## Storie brevi
| Titolo originale                              | Titolo italiano                                                 | Prima pubblicazione                                                                             | Pubblicazioni italiane |
| --------------------------------------------- | --------------------------------------------------------------- | ----------------------------------------------------------------------------------------------- | --- |
| Lucky Luke et son cheval Jolly Jumper (rodeo) | (nessun titolo)                                                 | - Spirou n. 503, 1947, Dupuis                                                                   | - Lucky Luke n. 13 brossurato, 2013, Gazzetta dello Sport |
| Lucky Luke et son cheval Jolly Jumper (hotel) | (nessun titolo)                                                 | - Spirou n. 504, 1947, Dupuis                                                                   | - Lucky Luke n. 13 brossurato, 2013, Gazzetta dello Sport |
| Lucky Luke et Pilule                          | Lucky Luke e "Pillola" o Lucky Luke e lo sceriffo Pillola       | - Moustique n. 1508-1516, 1954, L'Avenir Hebdo - Phil Defer, 1956, Dupuis                       | - Supplemento Corriere dei piccoli n. 6-7, 1971, Rizzoli - Lucky Luke n. 18 brossurato, 2013, Gazzetta dello Sport - Lucky Luke n. 50 cartonato, 2016, Gazzetta dello Sport                                                                |
| Grabuge à Pancake Valley                      | Lucky Luke Scompiglio a Pancake Valley o Rissa a Pancake Valley | - Risque-Tout n. 5, 1955 - La ballade des Dalton et autres histoires, 1986, Dargaud             | - Il Giornalino n. 36, 1990, San Paolo - ComixBus n. 15, 1994 - Lucky Luke n. 30 brossurato, 2014, Gazzetta dello Sport - Lucky Luke n. 39 cartonato, 2016, Gazzetta dello Sport                                                           |
| Lucky Luke et Androclès                       | -                                                               | - Risque-Tout n. 11, 1956 - L'Univers de Morris, 1988, Dargaud                                  | - |
| Sérénade à Silvertown                         | -                                                               | - Spirou n. 930, 1956, Dupuis - L'Univers de Morris, 1988, Dargaud                              | - |
| Voleurs de chevaux                            | -                                                               | - Risque-Tout n. 49, 1956 - L'Univers de Morris, 1988, Dargaud                                  | - |
| Lucky Luke se défoule                         | (nessun titolo)                                                 | - Le Point n. 4, 1966                                                                           | - Wow n° 11, 1977, Luigi F. Bona editore |
| Le chemin du crépuscule                       | -                                                               | - Spirou n. 1482 bis, 1966, Dupuis - L'Univers de Morris, 1988, Dargaud                         | - |
| Défi à Lucky Luke                             | Lucky Luke e l'aspirante desperado                              | - Super Pocket Pilote n. 1, 1968 - La Bataille du riz, 1972, Total                              | - Superalbo Audacia n. 6, 1970, Mondadori |
| Arpèges dans la vallée                        | Arpeggi nella valle                                             | - Super Pocket Pilote n. 2, 1968 - La Bataille du riz, 1972, Total                              | - Superalbo Audacia n. 5, 1970, Mondadori |
| Promenade dans la ville                       | Niente di nuovo a Yucca Gulch City                              | - Super Pocket Pilote n. 3, 1969 - La Bataille du riz, 1972, Total                              | - Superalbo Audacia n. 1, 1969, Mondadori |
| La bataille du riz                            | Battaglia a Nothing Gulch                                       | - Super Pocket Pilote n. 4, 1969 - La Bataille du riz, 1972, Total                              | - Superalbo Audacia n. 2, 1969, Mondadori |
| Le desperado à la dent de lait                | Il desperado dal dente da latte                                 | - Lucky Luke journal n. 1, 1974, Dargaud - 7 histoires complètes, 1974, Dargaud                 | - Il Giornalino 1975-76 / 1985-86, San Paolo - ComixBus n. 18, 1995 - Lucky Luke n. 21 brossurato, 2013, Gazzetta dello Sport - Lucky Luke n. 36 cartonato, 2016, Gazzetta dello Sport                                                     |
| L'hospitalité de l'Ouest                      | L'ospitalità del West                                           | - Lucky Luke journal n. 2, 1974, Dargaud - 7 histoires complètes, 1974, Dargaud                 | - Il Giornalino 1975-76 / 1985-86, San Paolo - ComixBus n. 18, 1995 - Lucky Luke n. 21 brossurato, 2013, Gazzetta dello Sport - Lucky Luke n. 36 cartonato, 2016, Gazzetta dello Sport                                                     |
| Maverick                                      | Maverick                                                        | - Lucky Luke journal n. 3, 1974, Dargaud - 7 histoires complètes, 1974, Dargaud                 | - Il Giornalino 1975-76 / 1985-86, San Paolo - ComixBus n. 18, 1995 - Lucky Luke n. 21 brossurato, 2013, Gazzetta dello Sport - Lucky Luke n. 36 cartonato, 2016, Gazzetta dello Sport                                                     |
| L'égal de Wyatt Earp                          | L'emulo di Wyatt Earp                                           | - Lucky Luke journal n. 4, 1974, Dargaud - 7 histoires complètes, 1974, Dargaud                 | - Il Giornalino 1975-76 / 1985-86, San Paolo - ComixBus n. 18, 1995 - Lucky Luke n. 21 brossurato, 2013, Gazzetta dello Sport - Lucky Luke n. 36 cartonato, 2016, Gazzetta dello Sport                                                     |
| Le colporteur                                 | L'ambulante                                                     | - Lucky Luke journal n. 5, 1974, Dargaud - 7 histoires complètes, 1974, Dargaud                 | - Il Giornalino 1975-76 / 1985-86, San Paolo - ComixBus n. 18, 1995 - Lucky Luke n. 21 brossurato, 2013, Gazzetta dello Sport - Lucky Luke n. 36 cartonato, 2016, Gazzetta dello Sport                                                     |
| Passage dangereux                             | Passaggio pericoloso                                            | - Lucky Luke journal n. 6, 1974, Dargaud - 7 histoires complètes, 1974, Dargaud                 | - Il Giornalino 1975-76 / 1985-86, San Paolo - ComixBus n. 18, 1995 - Lucky Luke n. 21 brossurato, 2013, Gazzetta dello Sport - Lucky Luke n. 36 cartonato, 2016, Gazzetta dello Sport                                                     |
| Sonate en colt majeur                         | Sonata in colt maggiore                                         | - Lucky Luke journal n. 7, 1974, Dargaud - 7 histoires complètes, 1974, Dargaud                 | - Il Giornalino 1975-76 / 1985-86, San Paolo - ComixBus n. 18, 1995 - Lucky Luke n. 21 brossurato, 2013, Gazzetta dello Sport - Lucky Luke n. 36 cartonato, 2016, Gazzetta dello Sport                                                     |
| Un amour de Jolly Jumper                      | Un amore di Jolly Jumper o Una strana malattia                  | - Spirou n. 2117, 1978, Dupuis - La ballade des Dalton et autres histoires, marzo 1986, Dargaud | - Il Giornalino n. 32, 1990, San Paolo - ComixBus n. 15, 1994 - Lucky Luke n. 30 brossurato, 2014, Gazzetta dello Sport - Lucky Luke n. 39 cartonato, 2016, Gazzetta dello Sport                                                           |
| L'École des shérifs                           | La scuola degli sceriffi                                        | - Pif Gadget 506, 1978 - La ballade des Dalton et autres histoires, marzo 1986, Dargaud         | - ComixBus n. 15, 1994 - Lucky Luke n. 30 brossurato, 2014, Gazzetta dello Sport - Lucky Luke n. 39 cartonato, 2016, Gazzetta dello Sport                                                                                                  |
| La corde du pendu                             | La corda dell'impiccato                                         | - VSD n. 84-87, 1979 - La corde du pendu et autres histoires, 1981, Dargaud                     | - Il Giornalino ins. n. 34, 1985, San Paolo - Star Comix n. 1, 1992 - La grande avventura n. 2, 199? - Lo Vecchio, 1999 - Lucky Luke n. 27 brossurato, 2014, Gazzetta dello Sport - Lucky Luke n. 21 cartonato, 2016, Gazzetta dello Sport |
| Le Justicier                                  | Il giustiziere                                                  | - VSD n. 88-91, 1979 - La corde du pendu et autres histoires, 1981, Dargaud                     | - Il Giornalino n. 17, 1985, San Paolo - Star Comix n. 5, 1992 - Lo Vecchio, 1999 - Lucky Luke n. 27 brossurato, 2014, Gazzetta dello Sport - Lucky Luke n. 21 cartonato, 2016, Gazzetta dello Sport                                       |
| Paradise Gulch                                | Paradise Gulch                                                  | - Les Cahiers de la bande dessinée, n° 43, 1980, Glénat                                         | - Il Fumetto n. 10, 1980, ANAF |
| La mine du chameau                            | La miniera del cammello                                         | - Spirou n. 2214, 1980, Dupuis - La corde du pendu et autres histoires, 1981, Dargaud           | - Il Giornalino n. 32, 1985, San Paolo - Lo Vecchio, 1999 - Lucky Luke n. 27 brossurato, 2014, Gazzetta dello Sport - Lucky Luke n. 21 cartonato, 2016, Gazzetta dello Sport                                                               |
| Les Dalton prennent le train                  | I Dalton prendono il treno                                      | - Spirou n. 2218, 1980, Dupuis - La corde du pendu et autres histoires, 1981, Dargaud           | - Il Giornalino ins. n. 34, 1985, San Paolo - Star Comix n. 5, 1992 - La grande avventura n. 2, 199? - Lo Vecchio, 1999 - Lucky Luke n. 27 brossurato, 2014, Gazzetta dello Sport - Lucky Luke n. 21 cartonato, 2016, Gazzetta dello Sport |
| Règlement de comptes                          | Regolamento di conti                                            | - Tele Junior n. 49, 1981 - La corde du pendu et autres histoires, 1981, Dargaud                | - Il Giornalino n. 25, 1985, San Paolo - Lo Vecchio, 1999 - Lucky Luke n. 27 brossurato, 2014, Gazzetta dello Sport - Lucky Luke n. 21 cartonato, 2016, Gazzetta dello Sport                                                               |
| Un Lapon au Canada                            | -                                                               | - Tele Junior n. 51, 1981 - L'Univers de Morris, 1988, Dargaud - Pif Gadget n. 1125, 1990       | - |
| Li-Chi's story                                | La storia di Li Chi                                             | - Tele Junior n. 53, 1981 - La corde du pendu et autres histoires, 1981, Dargaud                | - Il Giornalino n. 25, 1986, San Paolo - Lo Vecchio, 1999 - Lucky Luke n. 27 brossurato, 2014, Gazzetta dello Sport - Lucky Luke n. 21 cartonato, 2016, Gazzetta dello Sport                                                               |
| La bonne parole                               | La buona parola o Il predicatore                                | - La corde du pendu et autres histoires, 1981, Dargaud                                          | - Il Giornalino n. 36, 1985, San Paolo - Lo Vecchio, 1999 - Lucky Luke n. 27 brossurato, 2014, Gazzetta dello Sport - Lucky Luke n. 21 cartonato, 2016, Gazzetta dello Sport                                                               |
| Vas-y, Ran tan plan!                          | -                                                               | - L'Univers de Morris, 1988, Dargaud                                                            | - |
| Conte de Noël                                 | -                                                               | - Spirou n. 4000-4002, 2014, Dupuis                                                             | - |

## Kid Lucky(Lucky Productions)
La serie si compone attualmente di 7 albi.
| Numero tomo | Titolo originale   | Titolo italiano      | Edizione in albo francese/Sceneggiatura                                                     | Pubblicazioni italiane                                           |
| ----------- | ------------------ | -------------------- | ------------------------------------------------------------------------------------------- | ---------------------------------------------------------------- |
| 1           | Kid Lucky          | Kid Lucky            | Kid Lucky n. 1, aprile 1995, Lucky Productions (Jean Léturgie)                              | - Lucky Luke n. 42 brossurato, maggio 2014, Gazzetta dello Sport |
| 2           | Oklahoma Jim       | Oklahoma Jim         | Kid Lucky n. 2, gennaio 1997, Lucky Productions (Jean Léturgie)                             | - Lucky Luke n. 43 brossurato, maggio 2014, Gazzetta dello Sport |
| 3           | L'apprenti cow-boy | L'apprendista cowboy | Les aventures de Kid Lucky d'après Morris n. 1, 25 novembre 2011, Lucky Productions (Achdé) | - Lucky Luke n. 44 brossurato, maggio 2014, Gazzetta dello Sport |

| Numero tomo | Titolo originale | Titolo italiano   | Edizione in albo francese/Sceneggiatura                                                     | Edizione in albo italiano                                                     |
| ----------- | ---------------- | ----------------- | ------------------------------------------------------------------------------------------- | ----------------------------------------------------------------------------- |
| 4           | Lasso périlleux  | Lazo letale       | Les aventures de Kid Lucky d'après Morris n. 2, 30 ottobre 2013, Lucky Productions (Achdé)  | Le avventure di Kid Lucky dopo Morris n. 1, 17 novembre 2016, Nona Arte       |
| 5           | Statue squaw     | Statue squaw      | Les aventures de Kid Lucky d'après Morris n. 3, 6 novembre 2015, Lucky Productions (Achdé)  | Le avventure di Kid Lucky dopo Morris n. 2, 27 luglio 2015, Nona Arte         |
| 6           | Suivez la flèche | inedito in Italia | Les aventures de Kid Lucky d'après Morris n. 4, 24 novembre 2017, Lucky Productions (Achdé) | -                                                                             |
| 7           | Kid ou double    | Doppio Kid        | Les aventures de Kid Lucky d'après Morris n. 5, 29 novembre 2019, Lucky Productions (Achdé) | Le avventure di Kid Lucky dopo Morris n. 3, Nona Arte (ANCORA NON PUBBLICATO) |

## Rantanplan(Lucky Productions)
Rantanplan esordì come personaggio secondario nei fumetti della serie di Lucky Luke. Successivamente gli venne dedicata una serie omonima, Rantanplan, di 20 volumi realizzati in Francia dal 1987 al 2011 e stati scritti da Xavier Fauche, Jean Léturgie, Bob de Groot e Éric Adam e disegnati da Morris, Michel Janvier e Vittorio Leonardo. 10 sono stati pubblicati in Italia all'interno della serie integrale su Lucky Luke edita da La Gazzetta dello Sport nel 2013-2014.